# Дідушицькі (герб)
Дідушицькі – шляхетський герб, різновид герба Сас, наданого в Австрійській імперії.

## Опис герба
Опис створений у відповідності з класичними правилами блазонування:
Герб від 1775 р.: У блакитному полі золотий півмісяць рогами догори із такими ж зірками на кінцях і срібною стрілою вістрям догори між ними в стовп. Над щитом графська корона. Клейнод: чорний орел з червоним язиком і золотим озброєнням. Намет: синій, підбитий золотом.
Герб від 1777 р.: Опис як у попереднього герба, але у клейноді пронизаний стрілою вліво хвіст павича.

## Найбільш ранні згадки
Першим з родини Дідушицьких герб отримав 22 січня 1775 Тадей Дідушицький (пол. Tadeusz Dzieduszycki) з титулом hoch — und wohlgeboren (високонароджений та багатий). Підставою для надання були: уявний титул предків, отриманий від Августа II і Леопольда І, статус родини в Короні і той факт, що Тадей як регіментар на Поділлі попередив 1762 року угорського губернатора від навали кримських татар. Тадей Дідушицький також був великим коронним підчашним, генерал-лейтенантом польських військ і регіментарем Поділля, ц. к. дійсним таємним радником. Також — кавалером Ордену святого Станіслава. 16 серпня 1777 року титул і відмінний у клейноді герб отримав брат Тадея Павло Артемій Дідушицький, староста бачтинський[джерело?], полковник польських військ. Генеалогія одержувачів від графа Юрія підроблена, на думку Гуринського[хто?].

## Рід
Одна родина графів фон Дідушицьких.